# Pteragogus

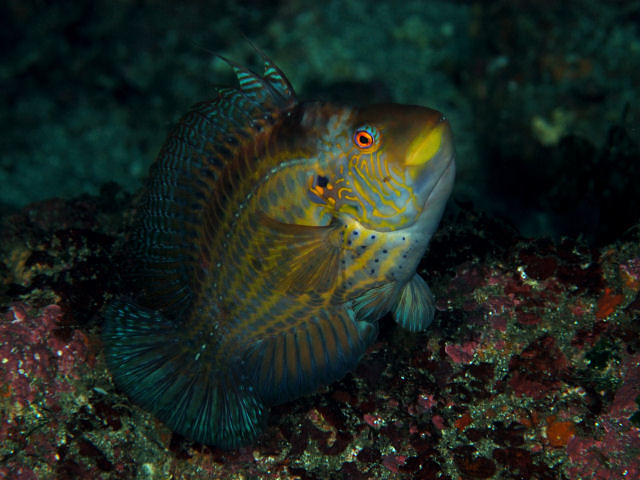
Pteragogus aurigarius

Pteragogus Peters, 1855 è un genere di pesci di acqua salata appartenenti alla famiglia Labridae.

## Distribuzione
Provengono dalle barriere coralline dell'oceano Pacifico, dell'oceano Indiano e del Mar Rosso.

## Tassonomia
In questo genere sono riconosciute 10 specie:
- Pteragogus aurigarius
- Pteragogus clarkae
- Pteragogus cryptus
- Pteragogus enneacanthus
- Pteragogus flagellifer
- Pteragogus guttatus
- Pteragogus pelycus
- Pteragogus taeniops
- Pteragogus trispilus
- Pteragogus variabilis

## Conservazione
Nessuna delle specie è in pericolo, e la maggior parte è stata classificata come "a rischio minimo" (LC) dalla lista rossa IUCN, anche se P. clarkae, P. trispilus e P. variabilis non sono valutate e P. aurigarius è classificato come "dati insufficienti" (DD).